# Куроїдівка
Курої́дівка — село Новодонецької селищної громади Краматорського району Донецької області, України. У селі мешкає 84 людей.